# Pandanus crassilix
Pandanus crassilix är en enhjärtbladig växtart som beskrevs av Huynh. Pandanus crassilix ingår i släktet Pandanus och familjen Pandanaceae.
Artens utbredningsområde är Kamerun. Inga underarter finns listade.